# Balian d'Ibelin (mort en 1247)
Pour les articles homonymes, voir Balian d'Ibelin.
Balian d'Ibelin, seigneur de Beyrouth, mort le 4 septembre 1247 à Ascalon, fils de Jean d'Ibelin, le Vieux Seigneur de Beyrouth et de Mélisende d'Arsouf.
Il succède à son père dans la seigneurie de Beyrouth et continue la lutte contre les partisans de l'empereur Frédéric II. Il leur enlève notamment la ville de Tyr le 12 juin 1243.
Il épouse en 1229 Echive de Montbéliard, fille de Gautier de Montbéliard, et a plusieurs enfants : 
- Hugues (1231 † 1254), marié vers 1251 à Marie de Montbéliard ;
- Jean, († 1264), seigneur de Beyrouth ;
- Balian, mort jeune ;
- Isabelle, mariée vers 1250 à Henri Ier Embriaco, seigneur du Gibelet († 1271).